# Yasuji Okamura
Pour les articles homonymes, voir Okamura.
Yasuji Okamura (岡村 寧次, Okamura Yasuji), né à Tokyo, le 15 mai 1884, et mort le 2 septembre 1966, est un militaire japonais.

## Biographie
Diplômé en 1904 de l'Académie de l'Armée impériale japonaise, Yasuji Okamura est d'abord lieutenant, avant de devenir capitaine. Durant la Première Guerre mondiale, il travaille au quartier général impérial. En 1932, il est l'un des responsables du corps expéditionnaire japonais durant la guerre de Shanghai; l'année suivante, il est conseiller militaire au Mandchoukouo. 
Nommé lieutenant-général en 1936, il devient en 1938 le premier commandant en chef de la 11e armée stationnée en Chine. Il participe à de nombreuses batailles de la seconde guerre sino-japonaise, comme la bataille de Wuhan. Nommé général en 1940, il devient en 1941 le commandant de l'armée japonaise du nord de la Chine. 
À partir de la fin 1941, il est l'un des responsables de la politique de la terre brûlée connue sous le nom de Politique des trois tout, dirigée notamment contre les forces du Parti communiste chinois et se traduisant par la mort d'environ 2,7 millions de civils chinois.
En 1944, il est l'un des principaux responsables de l'Opération Ichi-Go, qui se traduit par des gains territoriaux pour l'armée japonaise. En novembre 1944, il devient le commandant de l'Armée expéditionnaire japonaise de Chine et le reste jusqu'à la fin du conflit. Le 9 septembre 1945, il remet les actes de capitulation du Japon au général He Yingqin, ministre de la guerre de la république de Chine.
Après la guerre, il est fait prisonnier et, en 1948, condamné comme criminel de guerre par le tribunal des crimes de guerre de Nankin. Il est cependant gracié sur ordre de Tchang Kaï-chek, qui use de ses services comme conseiller militaire dans le cadre de la guerre civile contre les communistes. Il retourne au Japon l'année suivante. 